# Crepidacantha setigera
Crepidacantha setigera is een mosdiertjessoort uit de familie van de Crepidacanthidae. De wetenschappelijke naam van de soort is voor het eerst geldig gepubliceerd in 1873 door Smitt.